# جورج واشنطن بيثيون
جورج واشنطن بيثيون (بالإنجليزية: George Washington Bethune)‏ هو كاتب ترانيم أمريكي، ولد في 18 مارس 1805، وتوفي في 28 أبريل 1862.